# Самар (остров)
Вижте пояснителната страница за други значения на Самар.
Самар (на тагалог: Samar) е остров в източната част на Филипинския архипелаг, разположен между Филипинско море на изток и море Самар на запад, територия на Филипините. Площта му е 12 850 km². Населението му към 2020 г. е 1 910 000 души, главно народът висайя. На северозапад протока Сан Бернардино го отделя от югоизточната част на остров Лусон, а на югозапад тесния проток Сан Хуанико – от остров Лейте. В близост до Самар са по-малките острови Батаг, Капул, Дарам, Буад и др. Релефът му е нископланински изграден предимно от кристалинни скали, шисти и варовици, с максимална височина до 896 m. По крайбрежието му са разположени алувиални низини, а н крайбрежната зона (основно на север, изток и юг) коралови рифове. Климатът е тропичен, мусонен, с годишна сума на валежите 2500 – 3500 mm. От октомври до декември често явление са тайфуните. Разработват се находища на желязна (Ернани) и медна руда (Багакай). Склоновете на планините са покрити свлажни вечнозелени тропични гори. основни земеделски култури са кокосова палма, палма абака, ананаси, ориз, царевица. През острова преминава участък от Трансфилипинската автомагистрала, като с остров Лусон връзката е чрез ферибот, а с остров Лейте – с мост над протока Сан Хуанико. Островът е разделен на 3 провинции: Самар, на югозапад, с административен център град Катбалоган; Източен Самар, на изток – град Боронган; Северн Самар, на север – град Катарман.